# 拉庞什
拉庞什（法語：Lapenche，法語發音：[lapɛ̃ʃ]）是法国奥克西塔尼大区塔恩-加龙省的一个市镇，属于蒙托邦区。

## 地理
拉庞什（44°13'28"N, 1°34'34"E）面积8.11 平方千米，位于法国奧克西塔尼大區塔恩-加龙省，该省份为法国西南部内陆省份，北起顺时针与洛特省、阿韦龙省、塔恩省、上加龙省、热尔省和洛特-加龙省接壤。
与拉庞什接壤的市镇（或旧市镇、城区）包括：凯尔西地区贝尔福、科萨德、凯里耶克、蒙塔尔扎、皮拉罗克。
拉庞什的时区为UTC+01:00、UTC+02:00（夏令时）。

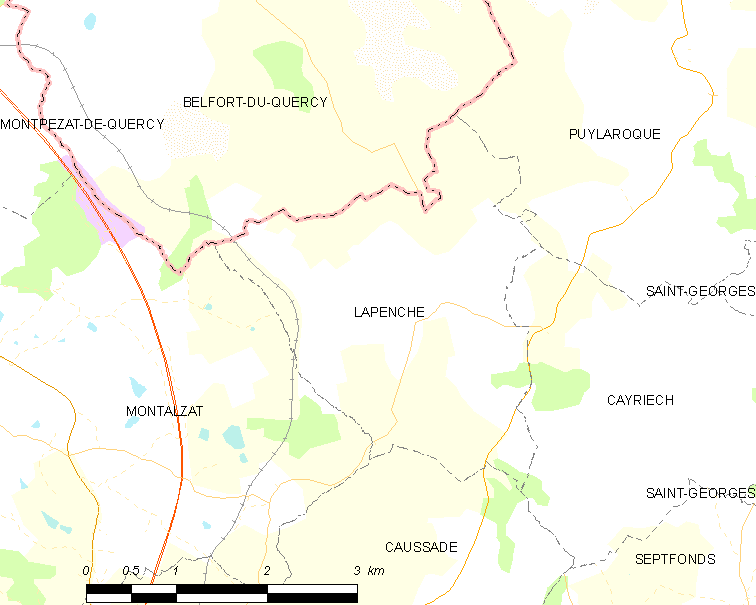
拉庞什的OSM定位图

## 行政
拉庞什的邮政编码为82240，INSEE市镇编码为82092。

## 政治
拉庞什所属的省级选区为凯尔西-鲁埃格县。

## 人口

1962-2008年间拉庞什人口变化图示

拉庞什于2022年1月1日时的人口数量为282人。